# Next
 Ikke at forveksle med NEXT Uddannelse København.
next (LSE: NXT
) er et britisk multinationalt selskab indenfor tøj, fodtøj og brugskunst. Det blev grundlagt i Leicestershire i 1864. I 2015 havde selskabet over 700 butikker, hvoraf de omkring 500 fandtes i Storbritannien.